# Caconeura gomphoides
Caconeura gomphoides – gatunek ważki z rodziny pióronogowatych (Platycnemididae). Występuje w Indiach.